# Yoshiro Abe
Yoshiro Abe (Ehime, 5 juli 1980) is een Japans voetballer.

## Clubcarrière
Abe speelde tussen 2002 en 2011 voor FC Tokyo, Oita Trinita, Kashiwa Reysol, Shonan Bellmare en Ventforet Kofu. Hij tekende in 2012 bij Júbilo Iwata.